# Callistethus validus
Callistethus validus är en skalbaggsart som beskrevs av Hermann Burmeister 1844. Callistethus validus ingår i släktet Callistethus och familjen Rutelidae. Utöver nominatformen finns också underarten C. v. lineatopunctatus.